# Nolella pusilla
Nolella pusilla är en mossdjursart som först beskrevs av Walter Douglas Hincks 1880.  Nolella pusilla ingår i släktet Nolella och familjen Nolellidae. Inga underarter finns listade i Catalogue of Life.